# Parque Machado de Assis

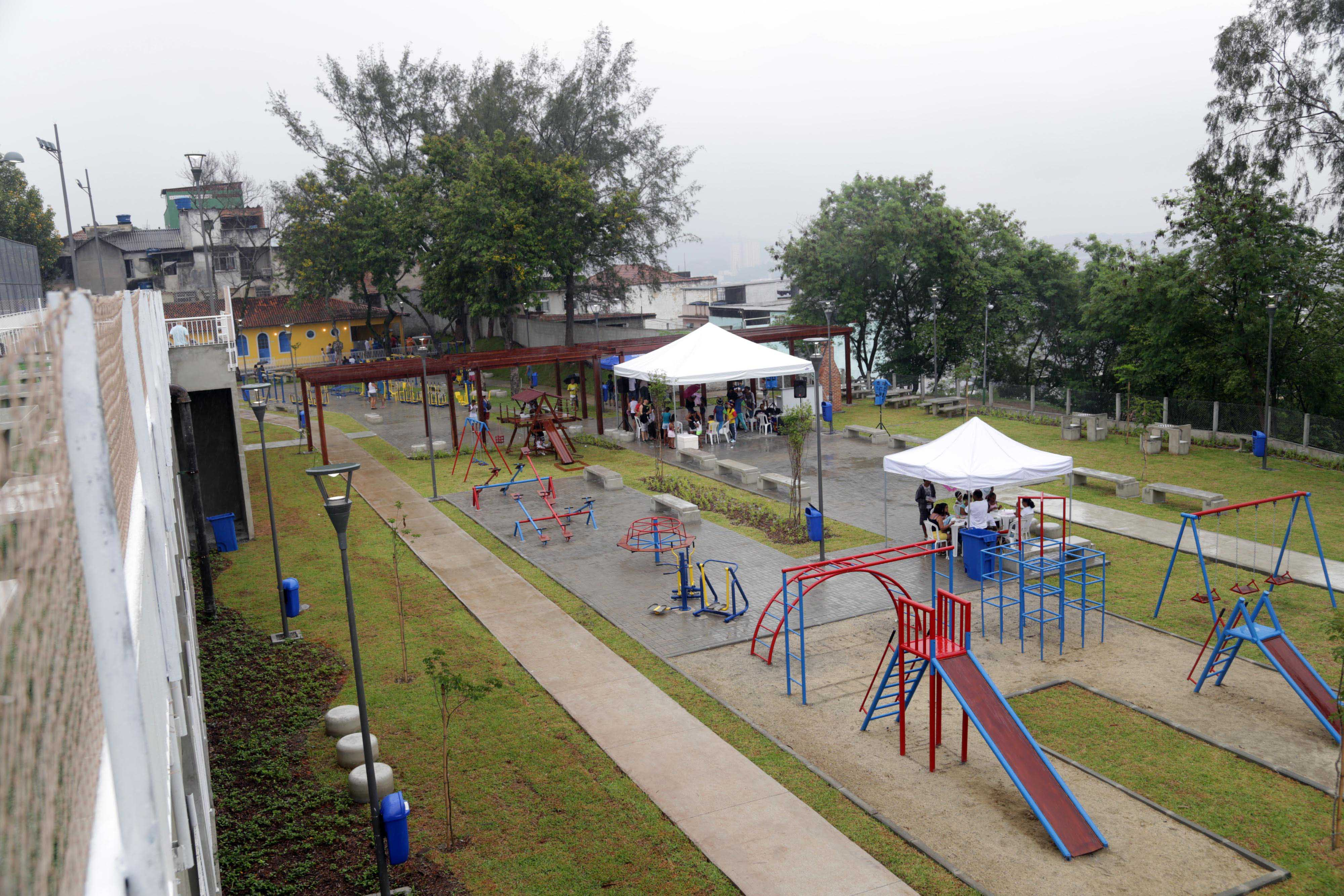
Mobiliário urbano do parque em 2013.

O Parque Machado de Assis é um parque urbano situado no bairro do Santo Cristo, na Zona Central da cidade do Rio de Janeiro. Com 21.850 m² de área, o parque localiza-se no alto do Morro do Pinto. Em seu interior situa-se o Reservatório do Morro do Pinto, o terceiro maior reservatório da cidade do Rio de Janeiro, que possui capacidade de armazenar até 15 mil m³ de água.
O parque foi reinaugurado no dia 1º de dezembro de 2013 após 17 meses fechado por conta das obras de construção do Reservatório do Morro do Pinto. A revitalização do parque foi feita no âmbito do Porto Maravilha, uma operação urbana que visa revitalizar a Zona Portuária do Rio de Janeiro.
Atualmente, o espaço conta com: uma quadra poliesportiva; um campo de futebol soçaite; uma pista para caminhada e corrida; brinquedos para crianças; uma academia de ginástica para terceira idade; uma pérgola; uma churrasqueira comunitária; um espaço para piqueniques; dois mirantes; e banheiros. Estima-se que cerca de 12 mil moradores do Morro do Pinto e das redondezas usufruam do espaço.
Em 28 de fevereiro de 2015, o parque foi promovido a Vila Olímpica, a 21ª da cidade do Rio de Janeiro, passando a contar com atividades regulares de esporte e lazer. As modalidades oferecidas pela vila olímpica são: futebol, futsal, vôlei, handebol, badminton, ginástica rítmica e localizada, atletismo, caminhada orientada, atividades motoras e coordenadas, circuito e dança.
O espaço recebeu o nome Parque Machado de Assis por homenagear Machado de Assis, um dos maiores nomes da literatura brasileira. Entre os principais romances do escritor, estão: Memórias Póstumas de Brás Cubas, Quincas Borba, Dom Casmurro e Esaú e Jacó.

## Reservatório do Morro do Pinto
No interior do Parque Machado de Assis, situa-se o Reservatório do Morro do Pinto, um reservatório com capacidade de abastecimento de cerca de 15 mil m³ de água, o suficiente para atender até 500 mil pessoas residentes nas proximidades. É considerado o terceiro maior reservatório da cidade do Rio de Janeiro, sendo superado pelos reservatórios do Pedregulho e dos Macacos. Sua construção envolveu 150 operários durante 17 meses.
Antes da construção do reservatório situado sob a Praça Machado de Assis, o Morro do Pinto contava com um outro reservatório, também denominado Reservatório do Morro do Pinto e de menores dimensões, destinado ao abastecimento local de água. Inaugurado em 1874, situado na Rua Mont Alverne e com capacidade de armazenar 174 m³ de água, o antigo reservatório foi construído por Visconde de Mauá e posteriormente cedido ao Poder Executivo Federal do Brasil. Coube a Mauá a cessão de terreno e a construção da caixa-d'água, enquanto que a instalação da tubulação de ferro para o abastecimento ficou a cargo da Inspetoria de Obras Públicas. Devido a sua importância cultural para a cidade do Rio de Janeiro, o reservatório foi tombado provisoriamente pelo Instituto Estadual do Patrimônio Cultural (INEPAC) em 1998.